# Nderim Nedžipi
Nderim Nedžipi (in macedone Ндерим Неџипи?; grafia albanese Nderim Nexhipi; Skopje, 22 maggio 1984) è un ex calciatore macedone, di ruolo centrocampista.

## Biografia
Nderim Nedzipi nasce in una famiglia albanese della Macedonia del Nord.

## Carriera

### Nazionale
Riceve la sua prima convocazione in nazionale maggiore il 14 dicembre 2012, per la partita amichevole contro la Polonia.

## Statistiche

### Presenze e reti nei club
Statistiche aggiornate al 18 novembre 2015.
| Stagione                | Squadra                 | Campionato              | Campionato | Campionato | Coppe nazionali | Coppe nazionali | Coppe nazionali | Coppe continentali | Coppe continentali | Coppe continentali | Altre coppe | Altre coppe | Altre coppe | Totale | Totale |
| Stagione                | Squadra                 | Comp                    | Pres       | Reti       | Comp            | Pres            | Reti            | Comp               | Pres               | Reti               | Comp        | Pres        | Reti        | Pres   | Reti   |
| ----------------------- | ----------------------- | ----------------------- | ---------- | ---------- | --------------- | --------------- | --------------- | ------------------ | ------------------ | ------------------ | ----------- | ----------- | ----------- | ------ | ------ |
| 2008-2009               | Lierse                  | D2                      | 14+5       | 0+2        | CB              | 2               | 0               | -                  | -                  | -                  | -           | -           | -           | 21     | 2      |
| 2009-2010               | Lierse                  | D2                      | 23         | 4          | CB              | 1               | 0               | -                  | -                  | -                  | -           | -           | -           | 24     | 4      |
| 2010-gen. 2011          | Lierse                  | JL                      | 0          | 0          | CB              | 0               | 0               | -                  | -                  | -                  | -           | -           | -           | 0      | 0      |
| Totale Lierse           | Totale Lierse           | Totale Lierse           | 37+5       | 4+2        |                 | 3               | 0               |                    |                    |                    |             |             |             | 45     | 6      |
| gen.-giu. 2011          | Qarabağ                 | PL                      | 10         | 0          | CA              | 0               | 0               | UEL                | -                  | -                  | -           | -           | -           | 10     | 0      |
| 2011-2012               | Qarabağ                 | PL                      | 7          | 0          | CA              | 1               | 0               | UEL                | 4                  | 0                  | -           | -           | -           | 12     | 0      |
| Totale Qarabağ          | Totale Qarabağ          | Totale Qarabağ          | 17         | 0          |                 | 1               | 0               |                    | 4                  | 0                  |             |             |             | 22     | 0      |
| 2012-gen. 2013          | Škendija                | PL                      | 16         | 6          | CM              | 1               | 0               | -                  | -                  | -                  | -           | -           | -           | 17     | 6      |
| gen.-giu. 2013          | Vaslui                  | Liga I                  | 7          | 0          | CR              | 0               | 0               | -                  | -                  | -                  | -           | -           | -           | 7      | 0      |
| 2013-gen. 2014          | Škendija                | PL                      | 11         | 1          | CM              | 1               | 0               | -                  | -                  | -                  | -           | -           | -           | 12     | 1      |
| gen.-giu. 2014          | Partizani Tirana        | KS                      | 15         | 6          | CA              | 0               | 0               | -                  | -                  | -                  | -           | -           | -           | 15     | 6      |
| 2014-2015               | Partizani Tirana        | KS                      | 31         | 3          | CA              | 0               | 0               | -                  | -                  | -                  | -           | -           | -           | 31     | 3      |
| lug. 2015               | Partizani Tirana        | KS                      | 0          | 0          | CA              | 0               | 0               | UEL                | 1                  | 0                  | -           | -           | -           | 1      | 0      |
| Totale Partizani Tirana | Totale Partizani Tirana | Totale Partizani Tirana | 46         | 9          |                 | 0               | 0               |                    | 1                  | 0                  |             |             |             | 47     | 9      |
| 2015-gen. 2016          | Flamurtari Valona       | KS                      | 10         | 1          | CA              | 1               | 0               | -                  | -                  | -                  | -           | -           | -           | 11     | 1      |
| gen.-giu. 2016          | Škendija                | PL                      | 0          | 0          | CM              | 0               | 0               | UEL                | -                  | -                  | -           | -           | -           | 0      | 0      |
| Totale Škendija         | Totale Škendija         | Totale Škendija         | 27         | 7          |                 | 2               | 0               |                    | -                  | -                  |             | -           | -           | 29     | 7      |
| Totale carriera         | Totale carriera         | Totale carriera         | 144+5      | 21+2       |                 | 7               | 0               |                    | 5                  | 0                  |             | -           | -           | 161    | 23     |

### Cronologia presenze e reti in nazionale
| Cronologia completa delle presenze e delle reti in nazionale ― Macedonia | Cronologia completa delle presenze e delle reti in nazionale ― Macedonia | Cronologia completa delle presenze e delle reti in nazionale ― Macedonia | Cronologia completa delle presenze e delle reti in nazionale ― Macedonia | Cronologia completa delle presenze e delle reti in nazionale ― Macedonia | Cronologia completa delle presenze e delle reti in nazionale ― Macedonia | Cronologia completa delle presenze e delle reti in nazionale ― Macedonia | Cronologia completa delle presenze e delle reti in nazionale ― Macedonia |
| Data                                                                     | Città                                                                    | In casa                                                                  | Risultato                                                                | Ospiti                                                                   | Competizione                                                             | Reti                                                                     | Note                                                                     |
| ------------------------------------------------------------------------ | ------------------------------------------------------------------------ | ------------------------------------------------------------------------ | ------------------------------------------------------------------------ | ------------------------------------------------------------------------ | ------------------------------------------------------------------------ | ------------------------------------------------------------------------ | ------------------------------------------------------------------------ |
| 14-12-2012                                                               | Aksu                                                                     | Polonia                                                                  | 4 – 1                                                                    | Macedonia                                                                | Amichevole                                                               | -                                                                        | 75’                                                                      |
| Totale                                                                   |                                                                          | Presenze                                                                 | 1                                                                        |                                                                          | Reti                                                                     | 0                                                                        |                                                                          |

## Palmarès

### Club

#### Competizioni nazionali
- Campionato macedone: 3

Sloga Jugomagnat: 2000-2001
Rabotnički: 2005-2006, 2007-2008
- Coppa di Macedonia: 3

Sloga Jugomagnat: 2003-2004
Rabotnički: 2007-2008
Škendija: 2015-2016